# Nicolaus Adam Strungk
Nicolaus Adam Strungk (Braunschweig, 1640 – Dresda, 1700) è stato un compositore, violinista e organista tedesco.

## Biografia

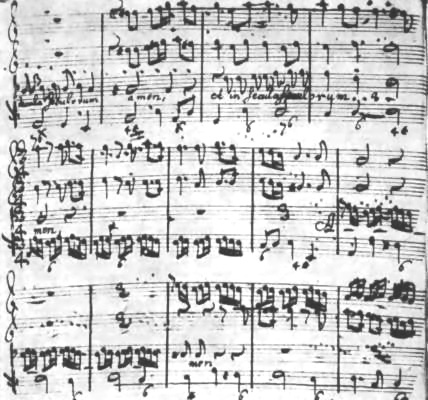
Spartito della Laudate pueri

Si è appassionato alla musica grazie al padre, Delphin Strungk (1601-1694), compositore e organista a San Marco di Braunschweig, che gli diede le prime lezioni.
Strungk all'età di dodici anni suonò come organista alla Magnuskirche, a Braunschweig, prima di perfezionare le sue conoscenze musicali frequentando l'Università Helmstadt.
All'età di vent'anni entrò come primo violino nelle orchestre di Celle, di Hannover e di Amburgo (1678), località nella quale assunse il ruolo di direttore della musicalità municipale e dove compose le sue prime opere.
In quegli anni si esibì a Vienna davanti all'imperatore Leopoldo I.
Intorno al 1675 effettuò un soggiorno in Italia per accompagnare il principe eletto Ernesto Augusto, durante il quale ebbe l'occasione di incontrare Arcangelo Corelli, facendosi apprezzare favorevolmente per le sue personali tecniche strumentistiche e in particolar modo per l'utilizzo peculiare della scordatura.
All'età di quarantotto anni divenne vice maestro di cappella a Dresda, e cinque anni dopo ottenne l'incarico di maestro di musica di corte succedendo a Carlo Pallavicini, che morì lasciando un'opera incompiuta che Strungk completò.
Strungk lavorò a Dresda in una fase storica di divergenze fra i musicisti tedeschi e i musicisti italiani, dato che questi ultimi non sempre accettarono la sua direzione.
Nel biennio 1692-1693 Strungk coordinò i lavori di costruzione di un teatro d'opera a Lipsia, che fu inaugurato l'8 maggio 1693, con l'opera di Strungk Alceste, adattata dall'originale di Aurelio Aureli. 
Le sue figlie, Philippine ed Elisabeth, furono due delle principali cantanti del teatro di Lipsia dal 1705 al 1709.
Dopo il buon successo della sua opera Alceste, Strungk si dedicò soprattutto alla composizione, facendo rappresentare sedici opere a Lipsia e un oratorio a Dresda.

## Opere principali
- Der glückselig steigende Sejanus, (1678);
- Der unglückselig fallende Sejanus, (1678);
- Die liebreiche, durch Tugend und Schönheit erhöhte Esther, (1680);
- David oder der königliche Sclave, (1680);
- Die drei Töchter Cekrops, (1680);
- Alceste, (Amburgo, 1680);
- Theseus, (1683);
- Semiramis, (1683);
- Florette, (1683);
- Nero, (Lipsia, 1693);
- Jupiter und Alcmena, (Lipsia, 1696);
- Phocas, (Lipsia, 1696);
- Pyrrhus und Demetrius, (Lipsia, 1696);
- Orion, (Lipsia, 1697);
- Scipio und Hannibal, (Lipsia, 1698);
- Ixion, (Lipsia, 1699);
- Agrippina, (Lipsia, 1699);
- Erechtheus, (Lipsia, 1700).